# Route 24 (Île-du-Prince-Édouard)
La Route 24, aussi connue comme Dover Road et Murray Harbour Road, est une route secondaire de 29,3 km (18,2 mi) à l'Île-du-Prince-Édouard. Son terminus sud est à l'intersection avec la route 4 à Murray River et son terminus nord est à l'intersection avec la route 3 à Vernon River.

## Intersections majeures
| Comté                                         | Ville        | km    | Destinations                       | Notes                                         |
| --------------------------------------------- | ------------ | ----- | ---------------------------------- | --------------------------------------------- |
| Kings                                         | Murray River | 0,00  | Route 4 – Montague, Wood Islands   | La Route 24 sud devient la Route 4 sud        |
| Kings                                         | Dover        | 6,00  | Route 324 est (Peters Road)        | Terminus ouest de la Route 324                |
| Kings                                         | Dover        | 7,40  | Route 204 ouest                    | Terminus est de la Route 204                  |
| Queens                                        | Caledonia    | 10,20 | Route 315 – Montague, Wood Islands | Carrefour giratoire                           |
| Queens                                        | Caledonia    | 13,50 | Route 317 est (Brooklyn Road)      | Terminus ouest de la Route 317                |
| Queens                                        | Caledonia    | 13,80 | Route 205 ouest                    | Terminus est de la Route 205                  |
| Queens                                        | Bellevue     | 16,50 | Route 206 (Iona Road)              |                                               |
| Queens                                        | Bellevue     | 18,70 | Route 326 est (Valleyfield Road)   | Terminus ouest de la Route 326                |
| Queens                                        | Kinross      | 20,30 | Route 211 ouest (Newtown Road)     | Terminus est de la Route 211                  |
| Queens                                        | Kinross      | 22,40 | Route 210 est (Queens Road)        | Terminus ouest du multiplex avec la Route 210 |
| Queens                                        | Uigg         | 23,40 | Route 210 ouest (Kinross Road)     | Terminus est du multiplex avec la Route 210   |
| Queens                                        | Uigg         | 23,80 | Route 235 est (Dundee Road)        | Terminus ouest de la Route 235                |
| Queens                                        | Vernon River | 28,30 | Route 212 (Glencoe Road)           |                                               |
| Queens                                        | Vernon River | 29,30 | Route 3 – Cardigan, Charlottetown  |                                               |
| - Terminus de multiplex - Transition de route |              |       |                                    |                                               |